# 209
209 је била проста година.

## Догађаји
- Публије Септимије Гета добија титуле Императора и Августа од свог оца, цара Септимија Севера.
- Септимије Север планира да покори земљу на северу Шкотске, озбиљно је опустоши. Градећи путеве и крчећи шуме, римска војска стиже до Абердина; Шкотска племена почињу герилски рат.
- Индијски цар Чандра Шри Сатакарни почиње своју владавину, као владар династије Сатавахана у Андра Прадешу